# Forsthaus Sternfeld
Forsthaus Sternfeld ist ein Gemeindeteil von Osburg im Landkreis Trier-Saarburg in Rheinland-Pfalz.
Er liegt an der Landesstraße 151 und an der Kreisstraße 84 auf bis zu 516,5 m ü. NHN.
Zum Gemeindeteil gehören das Forstrevier Sternfeld im Forstamt Hochwald und ein gewerbliches Anwesen.
Auf der angrenzenden Gemarkung von Farschweiler liegt die Grillhütte Sternfeld.
An der Grillhütte starten die Wanderwege Walddistelpfad und Römer-Keltenpfad.
Sternfeld ist eine Straßenbezeichnung in Osburg, ebenso der Sternfelder Weg.
Die Sternfelder Straße in Farschweiler führt von dort zum Sternfeld.
Am Sternfeld befinden sich Haltestellen des ÖPNV für die Fahrtrichtungen Trier oder Hermeskeil sowie ein Wanderparkplatz.
Nach Meyers Orts- und Verkehrslexikon hatte Forsthaus Sternfeld 1912/1913 acht Einwohner.